# Shawna Landon
Shawna Landon (* 4. Dezember 1971 in Los Angeles, Kalifornien, Vereinigte Staaten) ist eine US-amerikanische Schauspielerin und eine der Töchter des Schauspielers Michael Landon.

## Leben und Karriere
Shawna Landon wurde als zweite Tochter des Schauspielers Michael Landon und seiner zweiten Ehefrau Lynn Noe in Los Angeles im Bundesstaat Kalifornien geboren. Sie hat eine ältere Schwester namens Leslie Landon, die ebenfalls Schauspielerin ist, und zwei Brüder namens Christopher B. Landon und Michael Landon Jr. Außerdem hat sie mehrere Halbgeschwister aus anderen Ehen ihrer Eltern.
Im Jahr 1979 machte sie erste Schauspielerfahrungen, als sie in dem Fernsehfilm Little House Years auftrat. 1983 verkörperte sie noch einmal dieselbe Rolle in einer Episode der Fernsehserie Unsere kleine Farm, wo neben ihrem Vater Michael Landon Karen Grassle, Melissa Gilbert und Melissa Sue Anderson weitere Hauptrollen übernahmen.
In dem Video Michael Landon: Memories with Laughter and Love aus dem Jahr 1991 spielte sie sich selber.
In Schatten des Ruhms – Die Michael-Landon-Story (Originaltitel: Michael Landon, the Father I Knew) aus dem Jahr 1999 wurde Shawna Landon von Daveigh Chase verkörpert.

## Filmografie
- 1979: Little House Years (Fernsehfilm)
- 1983: Unsere kleine Farm (Little House on the Prairie, Fernsehserie, 1 Folge)

Als sie selber
- 1991: Michael Landon: Memories with Laughter and Love (Video)